# Marco Delgado
Marco Bruno Tavares Delgado, mais conhecido por Marco Delgado, (Moçambique, 18 de Outubro de 1972) é um actor português.

## Biografia
Marco Bruno Tavares Delgado nasceu em 18 de Outubro de 1972,  na África Oriental Portuguesa (Moçambique). Tem um irmão gémeo.
Marco Delgado tem o curso de Formação de Actores do Instituto de Formação, Investigação e Criação Teatral e curso de Formação de Actores de Teatro do Instituto Franco-Português.
A sua estreia no teatro regista-se em 1992 participou no elenco de Os Possessos Os Possessos, de Dostoiévski pelo Grupo Teatral In Periculum. Seguiram-se trabalhos como O Conto de Inverno, de Shakespeare, pelo Teatro da Cornucópia (1994), O Avarento, de Moliére, pela A Barraca (1995), Sonho de uma Noite de Verão, de Shakespeare, pela companhia do Teatro Nacional D. Maria II (1996).
Em 1997 ingressou na Companhia Teatro da Garagem, onde participou em cerca de 10 espectáculos.
No cinema participou em filmes como Corte de Cabelo (1994) de Joaquim Sapinho, António, Um Rapaz de Lisboa (1999) de Jorge Silva Melo, A Bomba (2000), Dot.com (2006) e Refrigerantes e Canções de Amor (2016) de Luís Galvão Telles ou  Ruth (2018)  de António Pinhão Botelho.
Marco Delgado tem também dobrado vários personagens em filmes de animação, como aconteceu em O Panda do Kung Fu 2 (2011), Os Piratas! (2012), Mínimos (2015) ou em 
À Procura de Dory (2016).
Em televisão registam-se as participações de Marco Delgado em telenovelas como O Olhar da Serpente (2002), Queridas Feras (2004) onde interpretou o papel de gémeos, Santa Bárbara (2015),  em Rainha das Flores (2016) onde foi responsável por um dos papéis principais,  ou na premiada Paixão (2017).
Em abril de 2015, numa grande entrevista publicada pela revista Tabu (Sol) Delgado assumiu a sua bisexualidade, revelando ter uma relação de 12 anos com outro homem.
Em novembro de 2015, Marco Delgado e o seu irmão gémeo Sérgio foram detidos na operação Full House da PSP, que visou encerrar um casino clandestino em Porto Salvo, Oeiras, no âmbito da investigação por jogo ilegal, auxílio à prostituição e tráfico de droga. Ao todo, na operação foram detidas 33 pessoas, tendo todas saído em liberdade.

## Filmografia

### Cinema
| Ano  | Título                          | Ref.  |
| ---- | ------------------------------- | ----- |
| 1996 | Cortes de Cabelo                | [ 5 ] |
| 1998 | Histórias Sem Interesse         | [ 5 ] |
| 2000 | Capitães de Abril               | [ 5 ] |
| 2000 | Guiné                           | [ 5 ] |
| 2000 | A Noiva                         | [ 5 ] |
| 2002 | António, Um Rapaz de Lisboa     | [ 5 ] |
| 2002 | A Bomba                         | [ 5 ] |
| 2007 | Dot.com                         | [ 5 ] |
| 2016 | Refrigerantes e Canções de Amor | [ 5 ] |
| 2018 | Ruth                            | [ 6 ] |

### Dobragens
| Ano  | Título               | Ref.   |
| ---- | -------------------- | ------ |
| 2011 | O Panda do Kung Fu 2 | [ 7 ]  |
| 2012 | Os Piratas!          | [ 8 ]  |
| 2015 | Mínimos              | [ 9 ]  |
| 2016 | À Procura de Dory    | [ 10 ] |

### Televisão
| Ano         | Projeto                       | Papel                                | Notas               | Canal |
| ----------- | ----------------------------- | ------------------------------------ | ------------------- | ----- |
| 1999        | Clube dos Campeões            | Carlos                               | Elenco Principal    | SIC   |
| 1999 - 2000 | Todo o Tempo do Mundo         | Carlos Pinto                         | Elenco Principal    | TVI   |
| 2002        | O Olhar da Serpente           | Luciano Moreira                      | Protagonista        | SIC   |
| 2003 - 2004 | Queridas Feras                | André Guerra                         | Antagonista         | TVI   |
| 2003 - 2004 | Queridas Feras                | Tiago Guerra                         | Protagonista        | TVI   |
| 2005 - 2006 | Mundo Meu                     | Carlos Fonseca                       | Antagonista         | TVI   |
| 2006 - 2007 | Tempo de Viver                | Bráulio Fonseca                      | Co-Protagonista     | TVI   |
| 2007        | Ilha dos Amores               | Tobias Raposo                        | Elenco Principal    | TVI   |
| 2007 - 2008 | Fascínios                     | Frederico Moreira                    | Antagonista         | TVI   |
| 2008 - 2009 | Olhos nos Olhos               | Simão Ribeiro                        | Elenco Principal    | TVI   |
| 2009        | Dias Felizes                  | Miguel                               | Protagonista        | TVI   |
| 2010 - 2011 | Sedução                       | Samuel Braga                         | Elenco Principal    | TVI   |
| 2012 - 2013 | Doce Tentação                 | Ricardo Sequeira                     | Co-Antagonista      | TVI   |
| 2013 - 2014 | Sol de Inverno                | Luís da Cunha                        | Co-Antagonista      | SIC   |
| 2014        | O Beijo do Escorpião          | Romão Valente de Albuquerque         | Co-Antagonista      | TVI   |
| 2015 - 2016 | Santa Bárbara                 | Rui Lagos                            | Elenco Principal    | TVI   |
| 2016 - 2017 | Rainha das Flores             | Marcelo Ramos                        | Protagonista        | SIC   |
| 2017 - 2018 | Paixão                        | José (Zé) Mascarenhas                | Antagonista         | SIC   |
| 2019 - 2020 | Na Corda Bamba                | César Varela                         | Coadjuvante         | TVI   |
| 2020        | Crónica dos Bons Malandros    | Renato                               | Protagonista        | RTP1  |
| 2021        | Prisão Domiciliária           | Álvaro Vieira Branco                 | Protagonista (OPTO) | SIC   |
| 2021 / 2022 | Pôr do Sol                    | Eduardo Bourbon de Linhaça           | Co-Protagonista     | RTP1  |
| 2022        | Contado Por Mulheres          | Ernesto                              | Elenco Principal    | RTP1  |
| 2023        | Abandonados                   | Tenente Pires                        | Protagonista        | RTP1  |
| 2024        | Senhor Rui - Um Homem do Povo | Joaquim Nabeiro (tio de Rui Nabeiro) | Elenco Principal    | TVI   |
| 2025        | Ninguém como Tu               | Mário Menezes de Albuquerque         | Protagonista        | TVI   |

## Teatro
| Ano  | Peça | Companhia                                                        | Ref.         |
| ---- | --- | ---------------------------------------------------------------- | ------------ |
| 1992 | Os Possessos | Grupo Teatral In Periculum                                       | [ 4 ]        |
| 1994 | Diálogos sobre a Pintura na Cidade de Roma                                                                           | Teatro da Cornucópia                                             | [ 4 ]        |
| 1994 | O Conto de Inverno                                                                                                   | Teatro da Cornucópia                                             | [ 4 ]        |
| 1995 | O Avarento | A Barraca                                                        | [ 4 ]        |
| 1995 | António, Um Rapaz de Lisboa                                                                                          | AU - Artistas Unidos                                             | [ 4 ]        |
| 1996 | Sonho de uma Noite de Verão                                                                                          | Teatro Nacional D. Maria II (companhia)                          | [ 4 ]        |
| 1997 | Hotel Savoy | Teatro da Garagem                                                | [ 4 ]        |
| 1997 | Pentateuco: Manual de Sobrevivência para o Ano 2000 - O homem que ressuscitou - epifania em vinte estações           | Teatro da Garagem                                                | [ 4 ]        |
| 1997 | Pentateuco: Manual de Sobrevivência para o Ano 2000 - Desertos - evento didáctico seguido de um poema grátis         | Teatro da Garagem                                                | [ 4 ]        |
| 1997 | Pentateuco: Manual de Sobrevivência para o Ano 2000 - Peregrinação - O fio de Ariadne                                | Teatro da Garagem                                                | [ 4 ]        |
| 1998 | O Jardim Zoológico de Cristal                                                                                        | «Expo'98 - Festival Dos Cem Dias», «Teatro Nacional D. Maria II» | [ 4 ]        |
| 1998 | Pentateuco: Manual de Sobrevivência para o Ano 2000 - Escrita da água - No rasto de Medeia                           | Teatro da Garagem                                                | [ 4 ]        |
| 1998 | Pentateuco: Manual de Sobrevivência para o Ano 2000 - A menina que foi avó - Peça teatral em jeito de conto de fadas | Teatro da Garagem                                                | [ 4 ]        |
| 1998 | Deuses Geniaes - Histórias de A mar                                                                                  | Teatro da Garagem                                                | [ 4 ]        |
| 1999 | O Livro das Cartas do Tesouro - O pavilhão dos náufragos - Sobre a compaixão                                         | Teatro da Garagem                                                | [ 4 ]        |
| 1999 | Mudanças | Teatro da Garagem                                                | [ 4 ]        |
| 1999 | Saga Press | Teatro da Garagem                                                | [ 4 ]        |
| 2001 | Sonho de Outono | AU - Artistas Unidos                                             | [ 4 ]        |
| 2002 | O Amante | AU - Artistas Unidos                                             | [ 4 ]        |
| 2002 | Traições | AU - Artistas Unidos                                             | [ 4 ]        |
| 2003 | Loucos por Amor | «Teatro Nacional D. Maria II», «CAL - Centro de Artes de Lisboa» | [ 4 ]        |
| 2005 | O Método Gronholm | «Prati»                                                          | [ 4 ] [ 19 ] |
| 2005 | Luz na Cidade | Novo Grupo/ Teatro Aberto                                        | [ 4 ]        |
| 2010 | Hedda | AU - Artistas Unidos                                             | [ 4 ]        |
| 2013 | O Preço | Novo Grupo/ Teatro Aberto                                        | [ 4 ]        |
| 2015 | As Raposas | Novo Grupo/ Teatro Aberto                                        | [ 4 ]        |